# Laufzeitverzögerung
Laufzeitverzögerung ist in der Elektroakustik und Tontechnik eine Bezeichnung für
1. die Verzögerung der Schallabstrahlung von Lautsprechern gegenüber einer Primärschallquelle im Rahmen der Beschallungstechnik unter Ausnutzung des Haas-Effektes
2. die Verzögerung von Schallsignalen zum Zweck der Laufzeitkorrektur
3. die Verzögerung zum Zweck der künstlerischen Gestaltung (Manipulation) einer Schallaufnahme

Bei dezentraler Beschallung, also bei der Übertragung für einen großen Zuhörerkreis in Stereofonie- und in Surround-Sound-Technik kann Doppelhören oder Mehrfachhören und dadurch verminderte Silbenverständlichkeit bzw. verringerte Transparenz (Akustik) auftreten, wenn die Laufzeitdifferenz zwischen den Schallereignissen der verteilten Lautsprecher und eventuell dem Originalschall am Ohr des Zuhörers 50 ms, entsprechend einem Laufwegunterschied von etwa 17 m, überschreitet oder wenn die Schallpegelunterschiede Δ L größer als 6 dB sind; siehe auch Echoschwelle. Trifft beides zu, so muss zur Vermeidung der geschilderten Mängel eine Angleichung der unterschiedlichen Schall-Laufzeiten erfolgen. Um dabei weiterhin die Lokalisation der Originalschallquelle (Primärschallquelle) zu gewährleisten, muss auch noch dafür gesorgt werden, dass der Originalschall (Primärschall) um etliche Millisekunden früher beim Zuhörer eintrifft als der verzögerte Lautsprecherschall, wobei dieser dann sogar bis zu 10 dB über dem Pegel des Originalschalls liegen kann, ohne dass der Lokalisationsvorgang beeinträchtigt wird; siehe hierzu auch den Haas-Effekt.
Für die zeitliche Verzögerung von Signalen haben sich rein elektronisch arbeitende Verzögerungsgeräte, überwiegend in Digitaltechnik durchgesetzt. Soll beispielsweise ein Originalschallereignis durch Lautsprecher abgestrahlt werden, die verschiedenen Entfernungen von der Schallquelle (dem Klangkörper) angeordnet sind, so denkt man sich konzentrische Kreise um die Originalschallquelle und verzögert die Schallabstrahlung aller auf einer solchen Kreislinie liegenden Lautsprecher um die dem Radius entsprechende Laufzeit des Schalls. Die Zuhörer werden dann gleichphasig von allen vor ihnen in Richtung der Originalschallquelle liegenden Lautsprechern beschallt, während die rückwärts und seitlich liegenden Lautsprecher auch wegen ihrer Richtcharakteristik praktisch nicht wahrgenommen werden.
Bei Schallaufnahmen mit mehreren Mikrofonen unterschiedlicher Entfernung von der Schallquelle lassen sich die Mikrofonsignale durch Laufzeitverzögerung „in Phase“ bringen, so dass frequenzabhängige Teilauslöschungen beim Zusammenmischen oder am Abhörplatz vermieden werden. Das ist die bisweilen bei der Tonaufnahme angewendete Technik der verzögerten Stützmikrofone.
Mit Laufzeitverzögerungen lässt sich der Eindruck von zusätzlicher Raumtiefe erzeugen. Weiterhin dienen Laufzeitverzögerungen zur künstlichen Nachbildung von frühen Schallreflexionen, bzw. zur Verhallung und tragen ebenfalls zum Raumeindruck bei.